# Bovicola longicornis
Bovicola longicornis är en insektsart som först beskrevs av Christian Ludwig Nitzsch 1818.  Bovicola longicornis ingår i släktet Bovicola och familjen pälslöss. Inga underarter finns listade i Catalogue of Life.